# ラトケ嚢

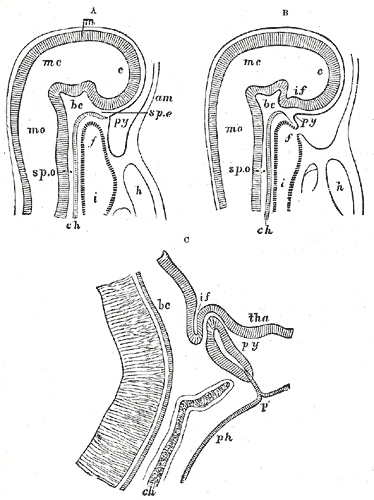
口蓋側からラトケ嚢ができてくる様子

ラトケ嚢（ラトケのう、英: pouch of Rathke）は、発生途中にできる外胚葉性の構造で、腺性下垂体（前葉・中葉）のもとになるものである。　

## 概要
脳下垂体は神経性成分の後葉と、腺性細胞成分の前中葉とから構成され、成体では頭蓋底骨内側に接して存在する。後葉は脳の下方への突出部として発生するが、前中葉は胚において口蓋が作られる前の時期の原始口腔外胚葉の天井部分が凹んで形成される。このΩ状の凹みは、発見者マルティン・ラトケにちなんでラトケ嚢と呼ばれる。やがて外胚葉のΩ状の凹みの底部が閉じ、完全な袋状になるとともに、壁をつくる上皮が増殖して種々のホルモン産生細胞が分化する。ラトケ嚢が後葉と接した部分に中葉、その逆側に前葉が分化し、嚢腔は両者を境する空所（遺残腔）として残るがヒトでは時に認め難い。ラトケ嚢の閉鎖部から下方の上皮茎は発生中に退化消失するのが普通であるが、しばしば成体でも残存し、時に増殖して頭蓋咽頭腫の原因となることがある。